# 백자 이동궁명 사각호
백자 이동궁명 사각호(백자履洞宮명사각호)는 왕실과 관청에서 쓴 백자를 만든 경기도 광주 분원 관요에서 19세기에 제작한 것으로 보인다. 바닥에 이동궁(履洞宮)이라는 푸른색 글자가 쓰여있다.
백자 이동궁명 사각호는 외국으로 유출되어 2019년 3월 미국 뉴욕 경매에 출품되었다. 이를 국외소재문화재재단이 라이엇 게임즈에서 후원한 환수기금을 활용해 환수하였다.

## 개요
조선 후기 분원 관요에서 제작된 백자호로, 숙선옹주(淑善翁主, 1793~1836)의 궁가(宮家)로 추정되는 ‘이동궁(履洞宮)’ 명문이 남아있어 가치가 높다.
이동궁(履洞宮)은 『명온공주방상장례등록』과 『내탕고상하책』에 기록되어 있으며, 숙선옹주가 이동(현 서울시 중구 초동 일대)으로 하사했다는 기록으로 미루어 보아 숙선옹주의 궁가를 의미할 확률이 높다.
일본민예관 소장 1점 외에는 ‘이동궁(履洞宮)’이 새겨진 유물이 알려진 바 없어 희소성이 높다.

## 문화재 환수 경위
2019년 3월 미국 뉴욕 경매 출품한 것을 국외소재문화재재단이 발견하여, 라이엇 게임즈에서 후원한 ‘국외소재 문화재 환수기금을 활용해 매입하였다.
라이엇게임즈는 ‘현지 기반 퍼블리싱을 통해 플레이어가 있는 곳으로 다가가기’라는 접근법을 경영철학의 주춧돌로 두고 있다. 문화재 보호 노력에 대한 플레이어의 반응은 굉장히 긍정적이며, 이러한 노력이 라이엇게임즈를 신뢰하는 데 뿐만 아니라 ‘리그 오브 레전드’ 등 게임을 플레이하는 데에도 큰 요인으로 작용하였다고 하는 플레이어가 많다. 플레이어는 게임에서 스킨을 유료로 구매할 때마다 국외 소재 유물의 환수에 기여한다는 점을 알고 있기 때문이다.

## 소장처
백자 이동궁명 사각호는 2021년 현재 대한민국 국립고궁박물관에서 소장하고 있으며, 국립고궁박물관 상설전시실 '왕실 생활실'에서 전시 중에 있다.